# 6.º Batallón Aéreo de Reemplazo
El 6º Batallón Aéreo de Reemplazo (6. Flieger-Ersatz-Abteilung) fue una unidad de la Luftwaffe de la Alemania nazi.

## Historia
Fue formado en agosto de 1935 en Schleswig. El 1 de octubre de 1935 es renombrado como 16.º Batallón Aéreo de Reemplazo.

## Comandante
- Coronel Hugo Schmidt - (1 de agosto de 1935 - 31 de marzo de 1938)